# Communauté de communes de la Région d'Orgelet
La Communauté de communes de la Région d'Orgelet est une ancienne communauté de communes française, située dans le département du Jura et l'arrondissement de Lons-le-Saunier.
Le 1er janvier 2020, cette communauté de communes a fusionné avec ses voisines (Jura sud, Petite Montagne et Pays des lacs) pour former la Communauté de communes Jura Sud, Pays des Lacs, Petite Montagne et Région d'Orgelet.

## Composition
Elle regroupe les 25 communes suivantes :
| Nom                | Code Insee | Gentilé      | Superficie (km2) | Population (dernière pop. légale) | Densité (hab./km2) |
| ------------------ | ---------- | ------------ | ---------------- | --------------------------------- | ------------------ |
| Orgelet (siège)    | 39397      | Orgelétains  | 23,11            | 1 561 (2014)                      | 68                 |
| Alièze             | 39007      |              | 5,86             | 153 (2014)                        | 26                 |
| Beffia             | 39045      |              | 5,17             | 73 (2014)                         | 14                 |
| Chambéria          | 39092      |              | 14,67            | 165 (2014)                        | 11                 |
| Chavéria           | 39134      |              | 10,22            | 244 (2014)                        | 24                 |
| Courbette          | 39168      | Courbattiers | 2,65             | 49 (2014)                         | 18                 |
| Cressia            | 39180      |              | 14,99            | 267 (2014)                        | 18                 |
| Dompierre-sur-Mont | 39200      |              | 7,37             | 246 (2014)                        | 33                 |
| Écrille            | 39207      | Écrillois    | 5,25             | 89 (2014)                         | 17                 |
| La Chailleuse      | 39021      |              | 24,53            | 608 (2014)                        | 25                 |
| La Tour-du-Meix    | 39534      | Turimexiens  | 13,42            | 233 (2014)                        | 17                 |
| Marnézia           | 39314      | Marnéziens   | 4,97             | 93 (2014)                         | 19                 |
| Mérona             | 39324      | Méronassiens | 2,97             | 11 (2014)                         | 3,7                |
| Moutonne           | 39375      |              | 3,99             | 130 (2014)                        | 33                 |
| Nancuise           | 39380      |              | 5,21             | 40 (2014)                         | 7,7                |
| Nogna              | 39390      | Nognaviciens | 6,11             | 284 (2014)                        | 46                 |
| Onoz               | 39394      | Hagoniens    | 14,85            | 82 (2014)                         | 5,5                |
| Pimorin            | 39420      |              | 10,29            | 192 (2014)                        | 19                 |
| Plaisia            | 39423      | Geais        | 5,31             | 120 (2014)                        | 23                 |
| Poids-de-Fiole     | 39431      | Féoliens     | 6,49             | 324 (2014)                        | 50                 |
| Présilly           | 39443      | Présilliens  | 11,23            | 124 (2014)                        | 11                 |
| Reithouse          | 39455      |              | 4,84             | 65 (2014)                         | 13                 |
| Rothonay           | 39468      |              | 12,98            | 129 (2014)                        | 9,9                |
| Saint-Maur         | 39492      |              | 6,50             | 227 (2014)                        | 35                 |
| Sarrogna           | 39504      | Sarronides   | 19,87            | 229 (2014)                        | 12                 |

## Démographie
| 1968  | 1975  | 1982  | 1990  | 1999  | 2006  | 2011  | 2016  |
| ----- | ----- | ----- | ----- | ----- | ----- | ----- | ----- |
| 5 044 | 4 718 | 4 867 | 5 014 | 5 118 | 5 523 | 5 732 | 5 757 |

## Compétences
- Assainissement non collectif
- Collecte des déchets des ménages et déchets assimilés
- Traitement des déchets des ménages et déchets assimilés
- Autres actions environnementales
- Activités sanitaires
- Activités sociales
- CIAS
- Création, aménagement, entretien et gestion de zone d'activités industrielle, commerciale, tertiaire, artisanale ou touristique
- Action de développement économique (Soutien des activités industrielles, commerciales ou de l'emploi, Soutien des activités agricoles et forestières...)
- Construction ou aménagement, entretien, gestion d'équipements ou d'établissements culturels, socioculturels, socio-éducatifs
- Établissements scolaires
- Activités péri-scolaires
- Activités culturelles ou socioculturelles
- Activités sportives
- Constitution de réserves foncières
- Prise en considération d'un programme d'aménagement d'ensemble et détermination des secteurs d'aménagement au sens du code de l'urbanisme
- Aménagement rural
- Création, aménagement, entretien de la voirie
- Tourisme
- Opération programmée d'amélioration de l'habitat (OPAH)
- Amélioration du parc immobilier bâti d'intérêt communautaire
- Préfiguration et fonctionnement des Pays
- NTIC (Internet, câble...)

## Historique
En 1958, est créé le Syndicat Intercommunal pour l’Entretien des Chemins du Canton d’Orgelet. En 1985, pour répondre aux attentes de la Charte intercommunale de développement de d’aménagement, le SIVOM (Syndicat Intercommunal à VOcation Multiple) du Canton d’Orgelet est créé. Le 10 juin 1999, le SIVOM est transformé en Syndicat à la carte par arrêté préfectoral. Le Syndicat est dissous le 27 novembre 2001 et la Communauté de communes, qui en reprend les compétences, est créée par arrêté préfectoral du 17 décembre 2001.

## Sources
- La base Aspic (Accès des services publics aux informations sur les collectivités) pour le département du Jura
- [PDF] La Communauté de communes de la région d'Orgelet sur la base Banatic (Base nationale d'informations sur l'intercommunalité)